# 蔡惟溥
蔡惟溥（？—？），福建晋江县人。明朝官员。
永乐二年（1404年），蔡惟溥中式甲申科三甲进士。授广东香山县（今中山市）知县，任内抚集流民，百废俱兴。县里有豪强，号称“三虎”，蔡惟溥将他们悉数诛杀。擢升钦州知州，兴教锄恶，政绩卓著。道光《晋江县志》有传。。